# جاي هيل
جاي هيل هو سياسي كندي، ولد في 27 ديسمبر 1952 في فورت سانت جون في كندا. حزبياً، نشط في حزب المحافظين الكندي. وقد انتخب عضو مجلس العموم الكندي.